# Shinedown
Shinedown — американская рок-группа, основанная в Джэксонвилле, штат Флорида, в 2001 году Брентом Смитом (вокал), Бредом Стюартом (бас), Джасином Тоддом (гитара) и Барри Керчем (ударные). Группа выпустила шесть альбомов на лейбле Atlantic Records, а также 24 сингла, каждый из которых достиг места в топ-5 в Hot Mainstream Rock Tracks журнала Billboard. 12 синглов попали на первую строчку этого чарта.
По всему миру было продано более 10 миллионов копий их альбомов.

## История
Американская группа Shinedown была сформирована в 2001 году в Джэксонвилле (Флорида). Спустя год с момента своего формирования команда заключила контракт с крупной звукозаписывающей компанией Atlantic Records, с помощью которой в середине 2003 года был выпущен дебютный альбом — Leave A Whisper. 21 сентября 2005 года пластинка обрела платиновый статус.
В 2004 году музыканты Shinedown были выбраны сопровождающим составом группы Van Halen во время её тура по Соединенным Штатам. В августе следующего года увидел свет дебютный DVD Live From The Inside, который включал в себя полный концерт Shinedown, проходивший в House Of Blues в Норт Мертл Бич (Южная Каролина).
В октябре 2005 года группа Shinedown представила очередной лонгплэй Us And Them. Сингл «Save Me» продержался под номером 1 в строчках рок-чартов 12 недель. Следующий сингл «I Dare You» занял в чарте Billboard Pop 100 37-ю позицию, а также был использован в качестве музыкальной темы к Wrestlemania 22. Альбом Us and Them получил золотой статус по версии RIAA 13 ноября 2006 года.
В 2006 году Shinedown вместе с группой Seether возглавили тур SnoCore Tour, в котором также выступали Flyleaf и Halestorm. Вслед за этим музыканты отправились в Equinox Tour вместе с Trapt в сопровождении Evans Blue, Halestorm и Mercy Fall. В июне Shinedown открывали концерт Alter Bridge, проходивший в London Astoria, а также приняли участие в североамериканском туре Godsmack и Rob Zombie. В декабре группа объединилась с Soil для проведения совместного тура Kill Your Liver Part 2 Tour.
В конце июня 2008 года вышел третий студийный альбом группы — The Sound of Madness. Альбом стартовал с восьмого места в чарте Billboard 200, за первую неделю разошлось 50 тысяч копий. В этом альбоме Shinedown превзошли самые смелые ожидания поклонников, выпустив не только самый успешный из своих альбомов, но и улучшив звук и технику исполнения. Первый сингл с альбома — «Devour» — опубликованный 6 мая 2008 года, попал на первое место рок-чартов. Сингл был использован как саундтрек в фильме «Пункт назначения 4». «Second Chance», второй сингл из альбома The Sound of Madness, стал первой песней группы, попавшей в первую десятку чарта Billboard Hot 100, заняв седьмое место. Сингл получил дважды платиновый статус, а также был представлен группой в American Music Awards в 2009 году в номинации Alternative Rock. Группа выпустила ещё два сингла с альбома — «If You Only Knew» и «The Crow & the Butterfly». Альбом в целом удостоился платинового статуса от RIAA и продержался 129 недель подряд в Billboard 200. Также была выпущена iTunes-версия.
Shinedown выпустили две песни к саундтрекам фильмов: «Her Name is Alice» для фильма «Алиса в Стране чудес» и «Diamond Eyes» (Boom-Lay Boom-Lay Boom) для фильма Сильвестра Сталлоне «Неудержимые».
3 января 2012 года был выпущен сингл «Bully», и группа анонсировала название своего четвертого альбома — Amaryllis — и дату его выхода: 27 марта 2012 года.
Альбом стартовал с четвертого места в чарте Billboard 200, за первую неделю было продано 106 тысяч копий. Состав исполнителей остался тем же, что и при записи The Sound Of Madness. В качестве синглов с видеоклипами вышли песни «Bully», «Unity» и «Enemies». Последний вышел 17 июля 2012 года. После выхода альбома группа сразу отправилась на пару месяцев в тур по Америке, а 17 августа 2012 года начался тур по Европе. Песня «Adrenaline» была использована в качестве музыкальной темы в PPV WWE Extreme Rules 2012.
Группа написала саундтрек к фильму «Мстители» «I’m alive».
10 июня 2012 года Shinedown посетили ежегодный Download Festival в Великобритании, на котором выступило множество групп, преимущественно металл-направления. 12 ноября того же года Shinedown и Three Days Grace объявили о совместном туре с 1 февраля 2013 года при поддержке P.O.D.
18 сентября 2015 года на лейбле Atlanic Recording Corp вышел очередной альбом Threat To Survival.
В 2018 году был издан концептуальный альбом ATTENTION ATTENTION.
В ноябре 2021 года Брент Смит подтвердил, что седьмой альбом (Shinedown 7, рабочее название) завершён. Он также отметил, что в январе 2022 года планируется выпустить сингл, а сам альбом должен выйти в начале 2022 года.
1 января 2022 года на официальном YouTube-канале группы вышло видео «So It Begins», содержащее шифр-алфавит.
Первым синглом с седьмого студийного альбома Planet Zero стала заглавная песня «Planet Zero», вышедшая 26 января 2022.
12 апреля 2022 года группа объявила, что выход альбома переносится на 1 июля 2022 года, поскольку они хотели, чтобы поклонники имели возможность получить запись сразу во всех форматах, а выпуск виниловой версии пока задерживается.

## Состав
- Брент Смит — вокал;
- Зак Маерс — гитара;
- Эрик Басс — бас-гитара;
- Барри Керч — ударные.

## Перечень синглов Shinedown в топ-5Hot Mainstream Rock Tracks
24 сингла, выпущенных Shinedown, оказывались в первой пятёрке рейтинга журнала Billboard Hot Mainstream Rock Tracks. Из них 13 синглов попали на первую строчку этого чарта. Таким образом, Shinedown входит в тройку его рекордсменов: Three Days Grace (13 хитов № 1), Van Halen (13 хитов № 1) и Shinedown (13 хитов № 1).
| Номер п/п | Название сингла                         | Строчка в чарте Mainstream Rock Tracks | Название альбома       |
| --------- | --------------------------------------- | -------------------------------------- | ---------------------- |
| 1         | «Cut The Cord»                          | № 1                                    | «Threat to Survival»   |
| 2         | «Bully»                                 | № 1                                    | «Amaryllis»            |
| 3         | «Sound Of Madness»                      | № 1                                    | «The Sound of Madness» |
| 4         | «Devour»                                | № 1                                    | «The Sound of Madness» |
| 5         | «Second Chance»                         | № 1                                    | «The Sound of Madness» |
| 6         | «Diamond Eyes (Boom-Lay Boom-Lay Boom)» | № 1                                    | «The Sound of Madness» |
| 7         | «Unity»                                 | № 1                                    | «Amaryllis»            |
| 8         | «Devil»                                 | № 1                                    | «ATTENTION ATTENTION»  |
| 9         | «State Of My Head»                      | № 1                                    | «Threat to Survival»   |
| 10        | «How Did You Love»                      | № 1                                    | «Threat to Survival»   |
| 11        | «The Crow And The Butterfly»            | № 1                                    | «The Sound of Madness» |
| 12        | «Save Me»                               | № 1                                    | «Us and Them»          |
| 13        | «Get Up»                                | № 1                                    | «ATTENTION ATTENTION»  |
| 14        | «If You Only Knew»                      | № 2                                    | «The Sound of Madness» |
| 15        | «Enemies»                               | № 2                                    | «Amaryllis»            |
| 16        | «I’ll Follow You»                       | № 2                                    | «Amaryllis»            |
| 17        | «I Dare You»                            | № 2                                    | «Us and Them»          |
| 18        | «Burning Bright»                        | № 2                                    | «Leave a Whisper»      |
| 19        | «Asking For It»                         | № 2                                    | «Threat to Survival»   |
| 20        | «45»                                    | № 3                                    | «Leave a Whisper»      |
| 21        | «Adrenaline»                            | № 4                                    | «Amaryllis»            |
| 22        | «Heroes»                                | № 4                                    | «Us and Them»          |
| 23        | «Fly From the Inside»                   | № 5                                    | «Leave a Whisper»      |
| 24        | «Simple Man»                            | № 5                                    | «Leave a Whisper»      |

## Студийные альбомы
- 2003 — Leave a Whisper
- 2005 — Us and Them
- 2008 — The Sound of Madness
- 2012 — Amaryllis
- 2015 — Threat To Survival
- 2018 — ATTENTION ATTENTION
- 2022 — Planet Zero

## Концерты на DVD
- 2004 — Live from the Inside
- 2011 — Somewhere in the Stratosphere

## Саундтреки
- 2008: «Cry For Help» (Midnight Club: Los Angeles)
- 2009: «Devour» (Пункт назначения 4)
- 2010: «Her Name Is Alice» (Alice In Wonderlands/Алиса в стране чудес)
- 2010: «Diamond Eyes» (The Expendables/Неудержимые)
- 2012: «I’m Alive» (The Avengers/Мстители)
- 2015: «Sound Of Madness» (Mad Max: Fury Road/Безумный Макс: Дорога ярости)
- 2015: «Cut The Cord» (WWE Hell in a Cell)
- 2016: «Enemies» (WWE RAW Theme Song)